# آلانین
آلانین یک اسید آمینهٔ نوع یک با فرمول شیمیایی CH۳CH(NH۲)COOH است. آلانین یک اسید آمینهٔ غیر ضروری‌ست که در زنجیر جانبی آن یک گروه متیل به کار رفته و از این رو یک اسید آمینهٔ غیر قطبی هم هست. کدون‌های آلانین عبارتند از: GCU, GCC, GCA و GCG. آلانین یک اسید آمینه آلیفاتیک است، زیرا زنجیره جانبی متصل به اتم کربن α یک گروه متیل است (-CH3). آلانین ساده‌ترین اسیدآمینه α- پس از گلیسین است. زنجیره جانبی متیل آلانین غیر واکنشی است و بنابراین تقریباً به‌طور مستقیم در عملکرد پروتئین دخیل نیست. آلانین یک اسید آمینه غیرضروری است، به این معنی که توسط بدن انسان قابل تولید است و نیازی به دریافت آن از طریق رژیم غذایی نیست. آلانین در غذاهای متنوعی یافت می‌شود، اما به ویژه در گوشت متمرکز است.

## مسیر ساخت
به صورت خلاصه و کلی پیروویک اسید طی چند واکنش اکسیژن کتونی خود را از دست داده و یک آمین به جای آن می‌نشیند.

## خصوصیات
به سوخت و ساز گلوکز کمک می‌کند. ویروس اپسئین- بار و خستگی مفرط، با افزایش میزان آلانین و کاهش مقدار تیروزین و فنیل آلانین در ارتباط است. نوعی آلانین، به نام بتا- آلانین، جزء سازنده اسید پانتوتنیک (ویتامین B5) و کوآنزیم A – یک کاتالیزور حیاتی در بدن- می‌باشد.